# Polar Mist
Polar Mist war ein chilenischer Trawler, der zu einem (kleinen) Frachtschiff umgebaut worden war. Es versank etwa vierzig Kilometer von der argentinischen Provinz Santa Cruz entfernt unter bisher ungeklärten Umständen.
Am 15. Januar 2009 verließ das Schiff den Hafen Punta Quilla in Patagonien mit einer aus 9,3 Tonnen metal doré bestehenden Ladung. Metal doré sind Barren aus neunzig Prozent Silber und zehn Prozent Gold. Sie stammten aus den Minen Cerro Vanguardia und Tritón in Santa Cruz und sollten vom Zielhafen Punta Arenas aus mit dem Flugzeug zuerst nach Santiago de Chile und dann in die Schweiz transportiert werden. Der Wert der Ladung ist auf zwanzig Millionen US‑Dollar geschätzt und bei Lloyd’s of London versichert.
Am 18. Januar 2009 um 10:40 Uhr teilte die Radiostation der chilenischen Marine, von Punta Arenas aus der argentinischen Seerettung den Empfang eines Notrufes von der Polar Mist mit. Das manövrierunfähige Schiff befand sich etwa 37 Kilometer nordöstlich von Punta Dúngenes am Ostausgang der Magellanstraße auf der Position 52° 10′ S, 67° 50′ W. An Bord befanden sich acht Seeleute und der Wellengang erreichte Höhen von sieben bis acht Metern. Um 13:15 Uhr konnte ein Hubschrauber vom Typ Sea King acht Personen von dem Schiff retten. Um das Schiff in einer ständigen Kreisbewegung zu halten, ließ der Kapitän beim Verlassen des Trawlers die Motoren laufen und das Ruder mit seitlichem Anschlag festzurren.
Einen Tag später versuchte der chilenische Schlepper Beagle, das verlassene Schiff nach Punta Arenas zu bringen. Als die Polar Mist jedoch zu sinken begann, wurde der Bergungsversuch aufgegeben und die Polar Mist versank in achtzig Metern Tiefe.
Es wurde dann bekanntgegeben, dass die Ladung  mittels Tauchern und Taucherglocken geborgen werden solle.
Die frühzeitige Aufgabe des Schiffes und die Ereignisse auf dem Schiff, nachdem es verlassen wurde, waren Fragen, die die Öffentlichkeit lange beschäftigten.

## Bergung
Am 21. Juni 2009 ortete eine Suchexpedition das Wrack vor der argentinischen Küste am Meeresgrund. Mit Erfolg endete die Bergung am 2. August 2009. Zwanzig Taucher aus Chile und Argentinien und ein Team des niederländischen Unternehmens Mammoet, welches auch für die Bergung des russischen U-Bootes Kursk verantwortlich war, benötigten über drei Wochen, um die etwa 9,5 Tonnen Edelmetall im Wert von umgerechnet 14 Millionen Euro aus dem achtzig Meter tiefen Meer zu bergen. Vor den Augen eines Richters wog der argentinische Zoll schließlich den Schatz. Die Spekulationen der Medien, die wertvolle Ladung sei zuvor gestohlen und das Schiff zwecks Spurenbeseitigung versenkt worden, bewahrheiteten sich nicht. Die vier Millionen Dollar teure Bergungsaktion finanzierte die Versicherungsgesellschaft Lloyd’s of London.